# Corémie
Synnema

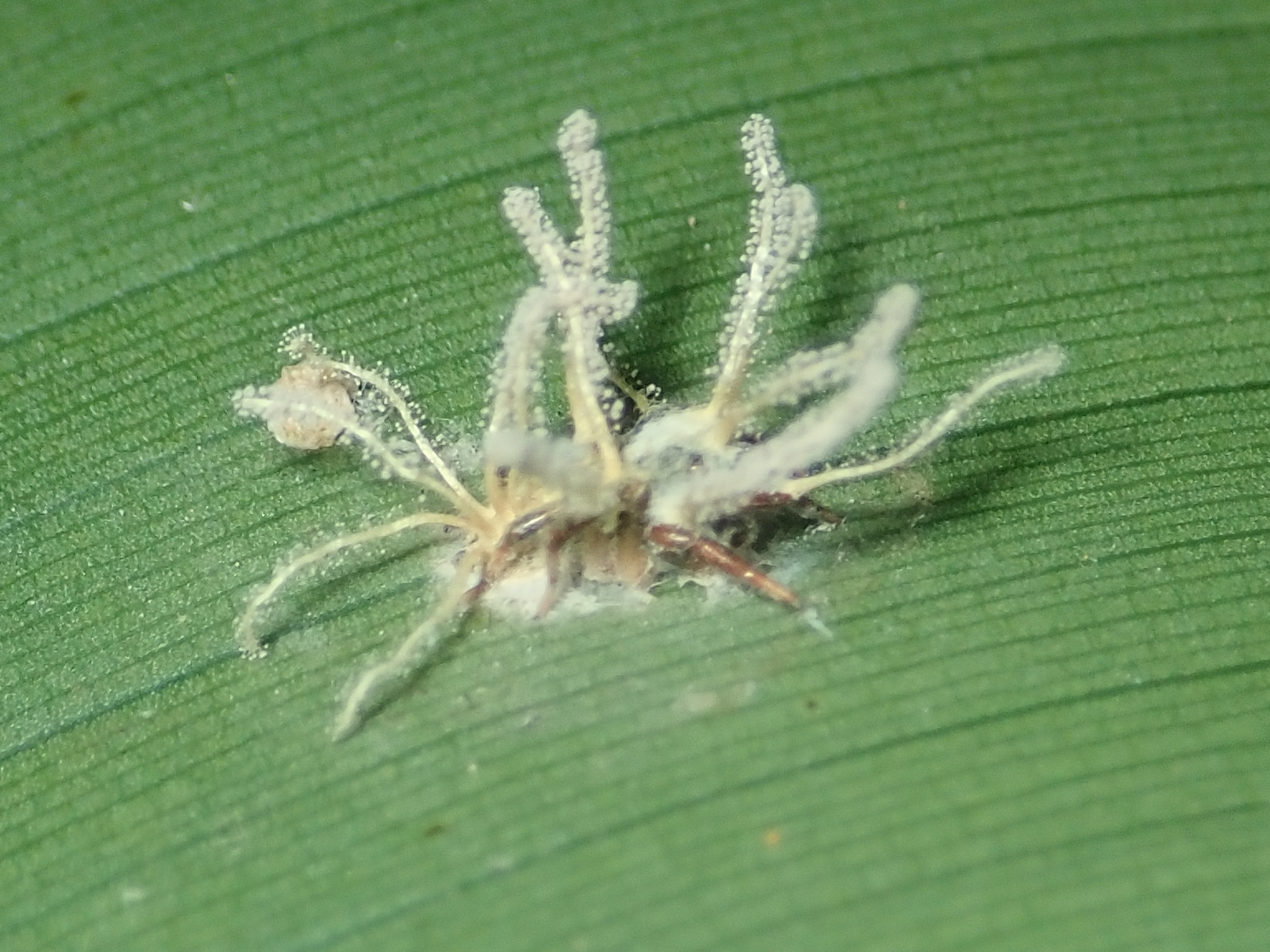
Gibellula pulchra recouvrant le corps d'une araignée et produisant plusieurs colonnes liées à la reproduction végétative nommées « corémies ».

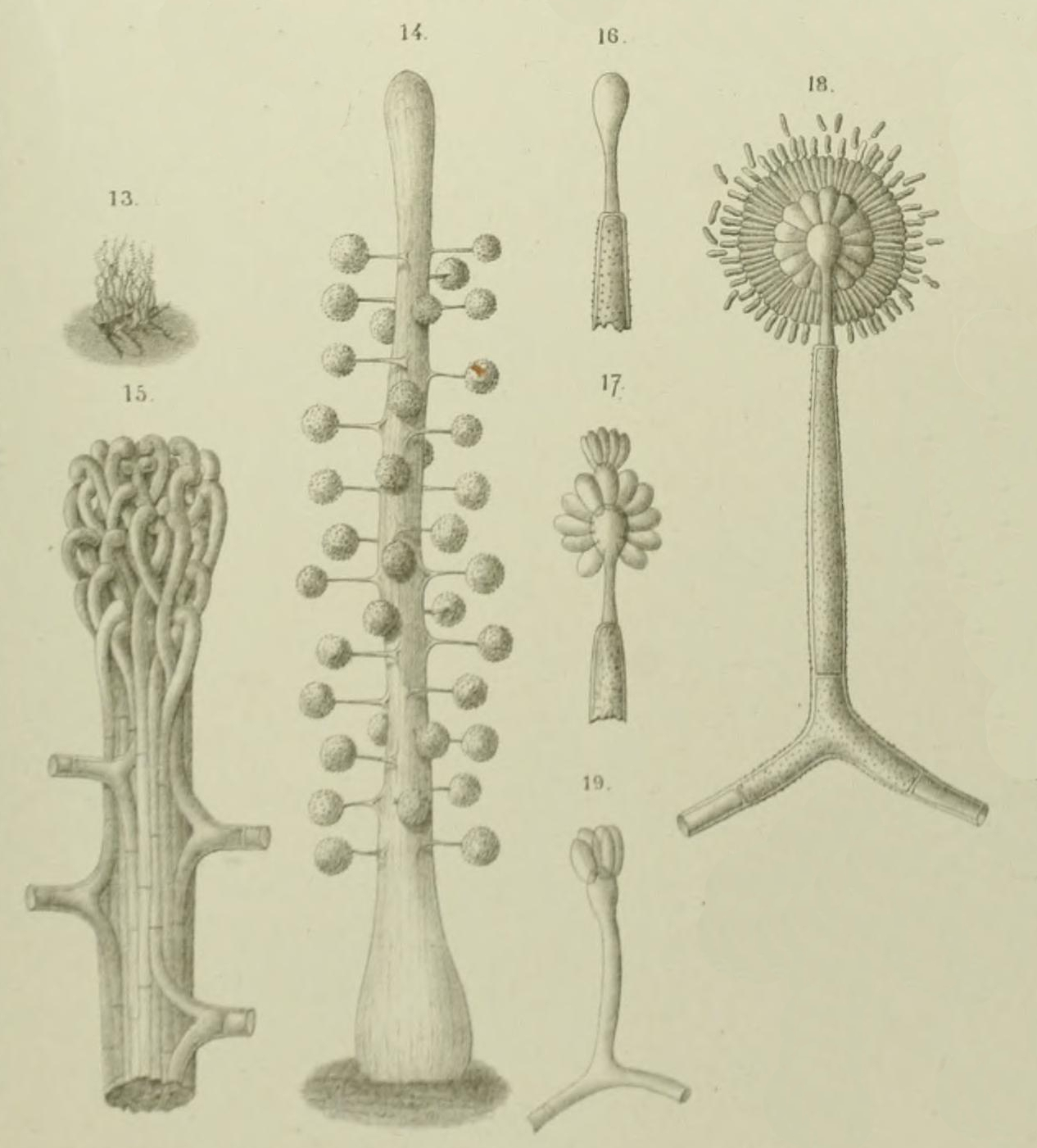
14. Corémie de Gibellula pulchra et ses conidiophores; 15. Faisceau d'hyphes constituant la corémie ; 18.Conidiophore avec ses ramifications stériles surmontées de leurs phialides en rayon et leurs conidies.

Une corémie, ou synnema, est chez certains champignons (Fungi) une petite colonne non anguleuse composée d'un faisceau d'hyphes dressé et formant un conidiome, c'est-à-dire un regroupement de plusieurs conidiophores. Ce genre de structure est lié à la reproduction végétative car il produit des conidies. La corémie est dite « déterminée » lorsque la zone fertile est située dans la partie apicale de la colonne et « indéterminée » lorsque la zone fertile est située dans toutes les parties. Il existe aussi des corémies composées dont l'axe principal porte des ramifications latérales fertiles.
Les corémies sont notamment présentes chez certains deutéromycètes. Elles sont aussi présentes chez l'agent de la graphiose de l'orme, Graphium ulmi.

Corémies
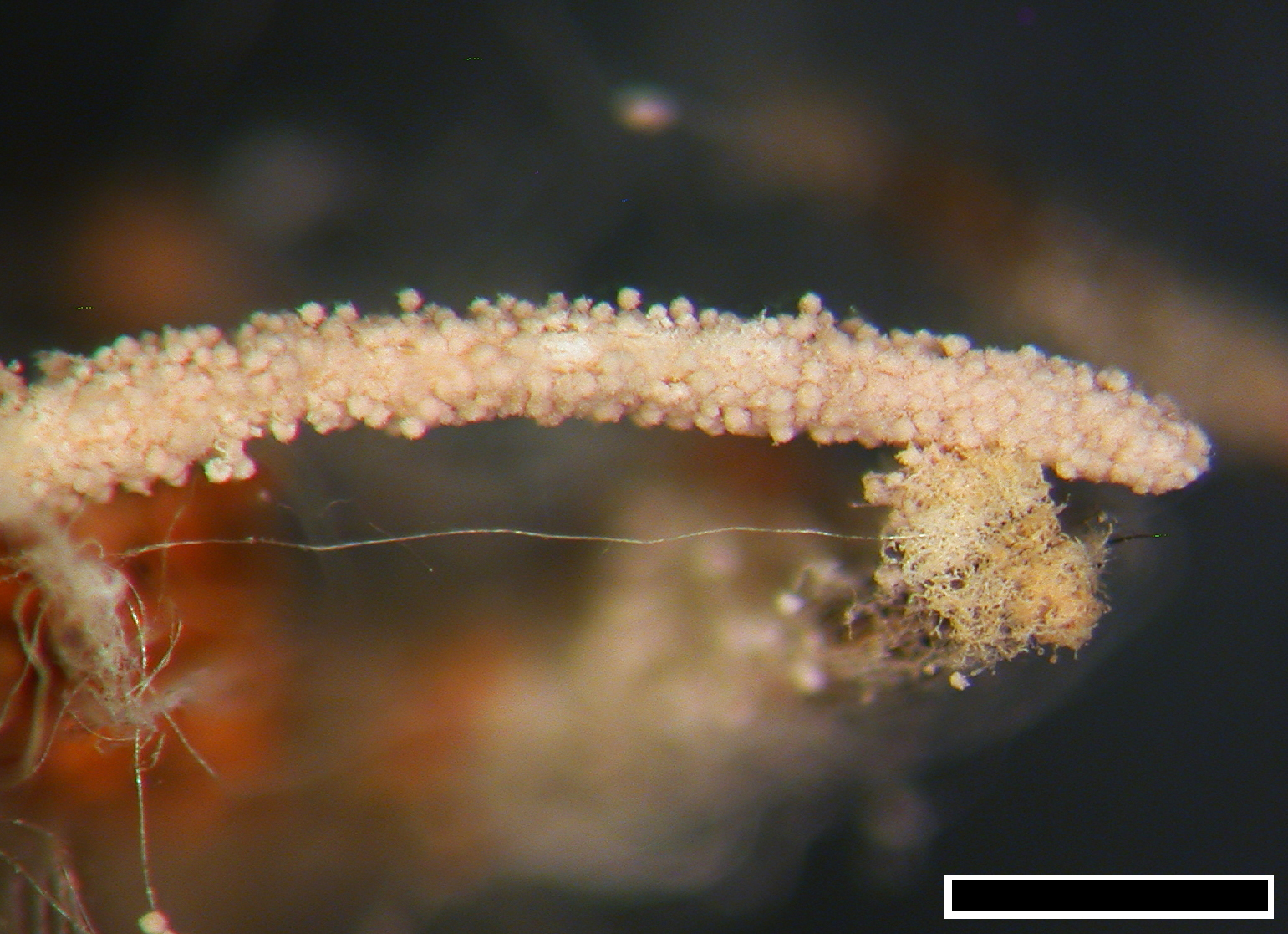
Corémie de Gibellula leiopus.
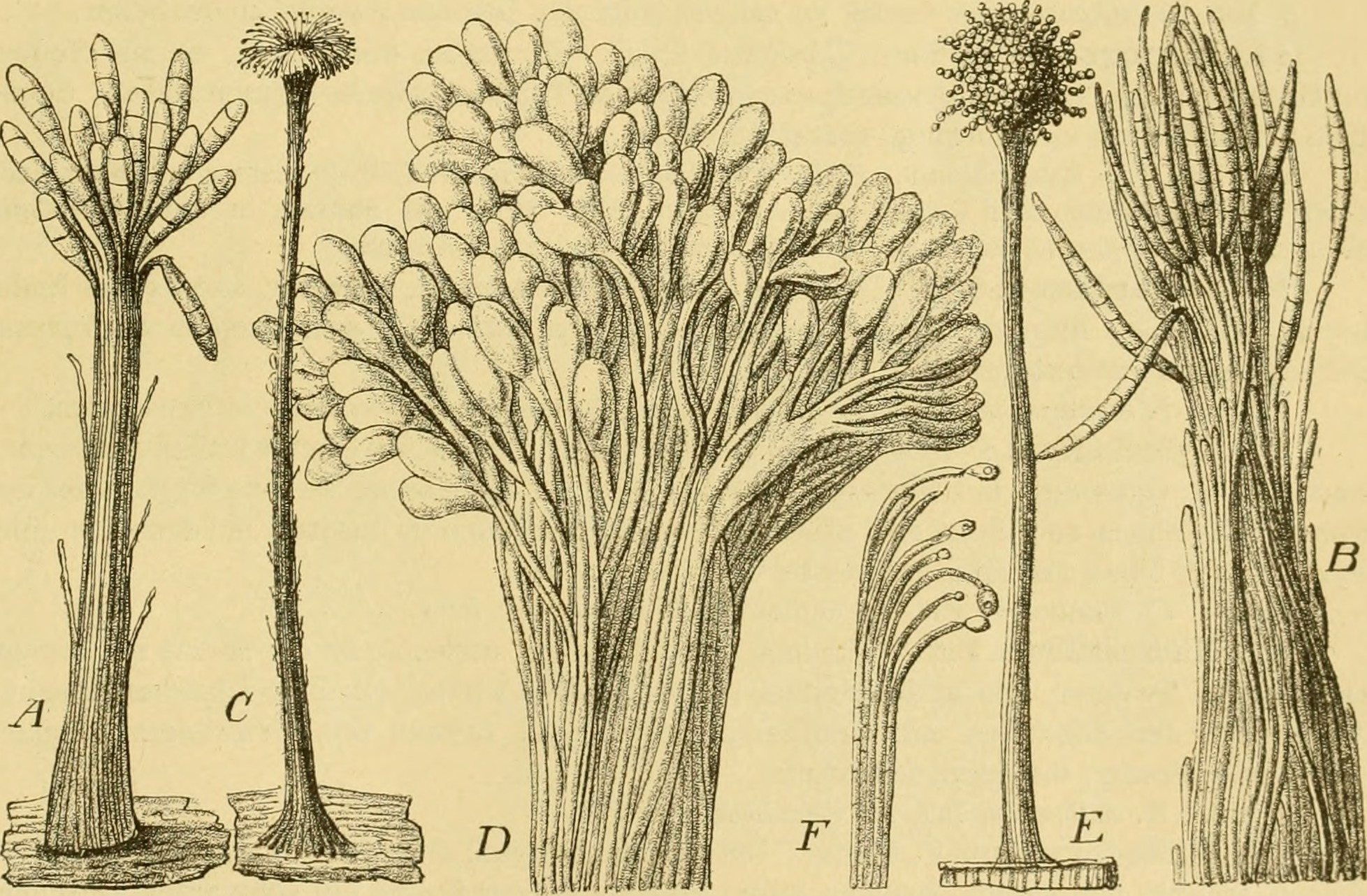
Différentes formes de corémies.
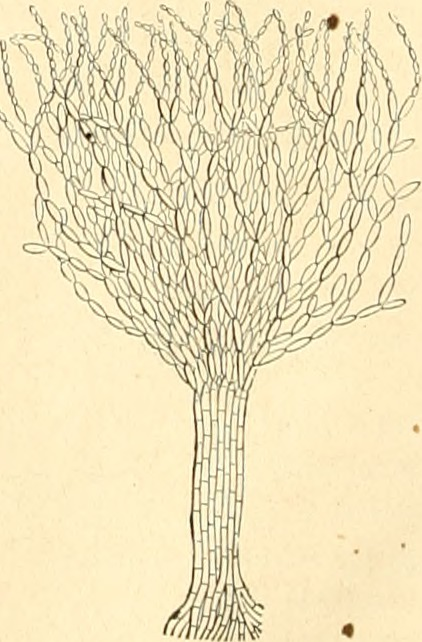
Coremium niveum
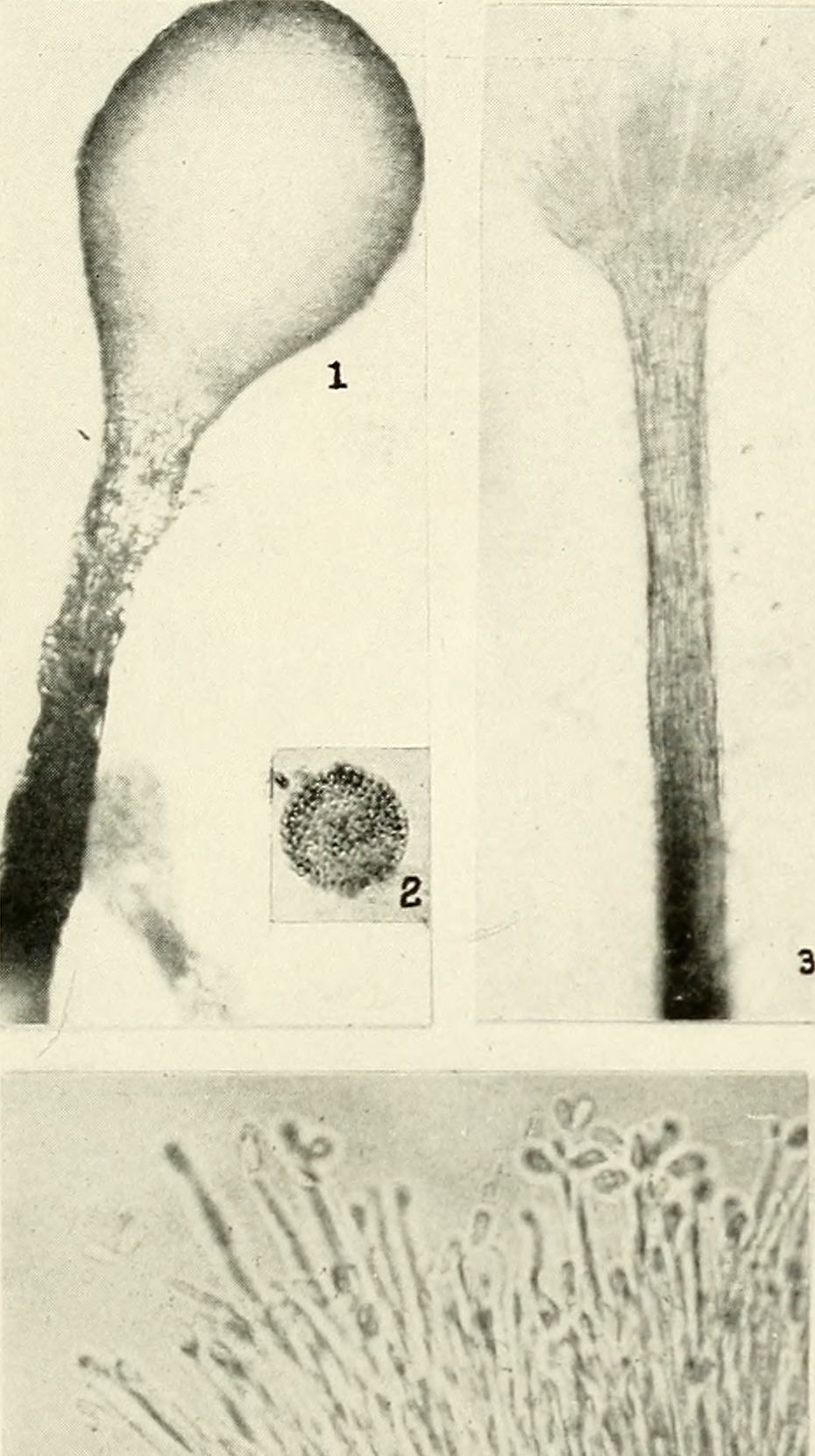
Ophiostoma ulmi
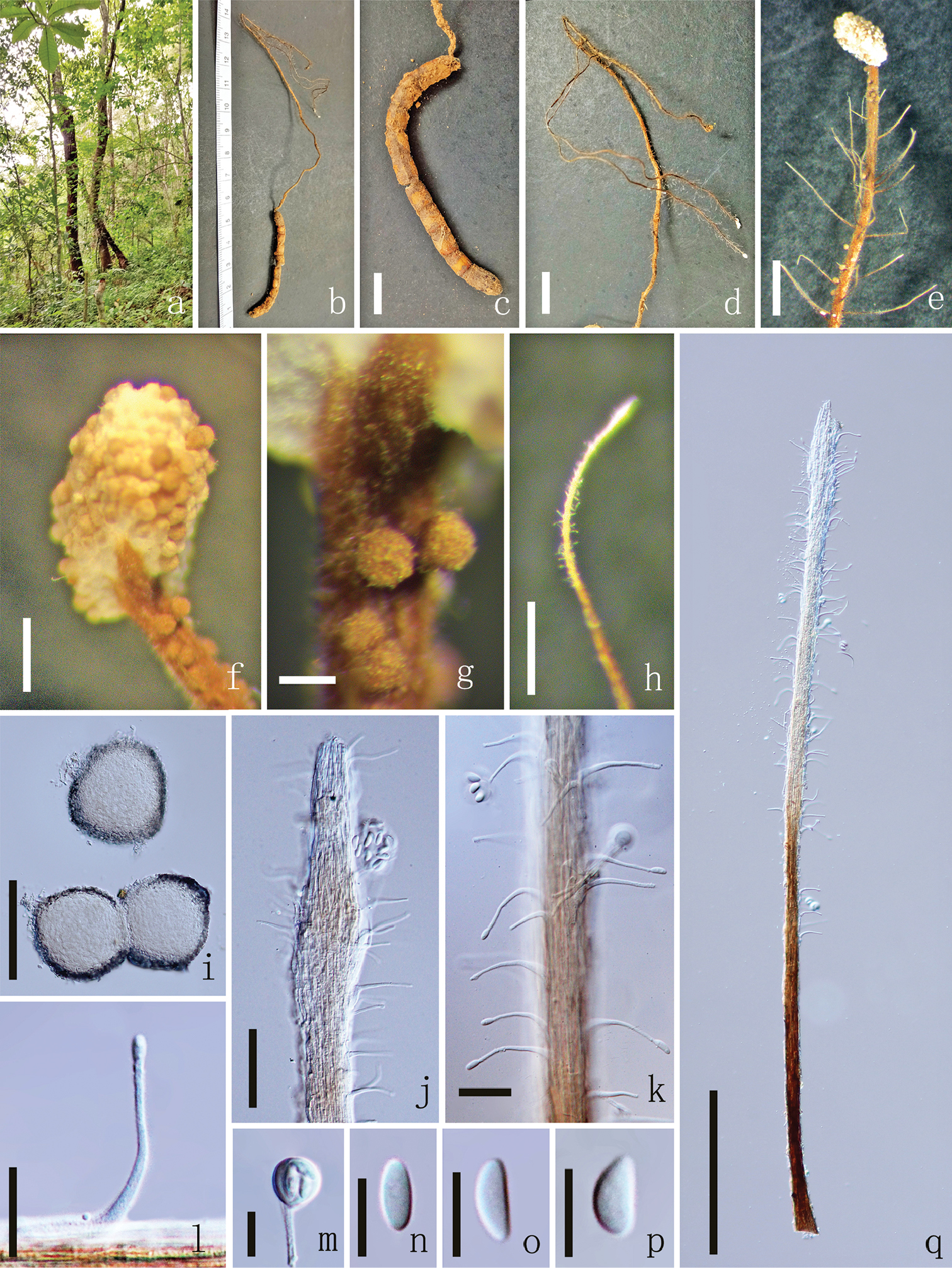
Ophiocordyceps sporangifera.
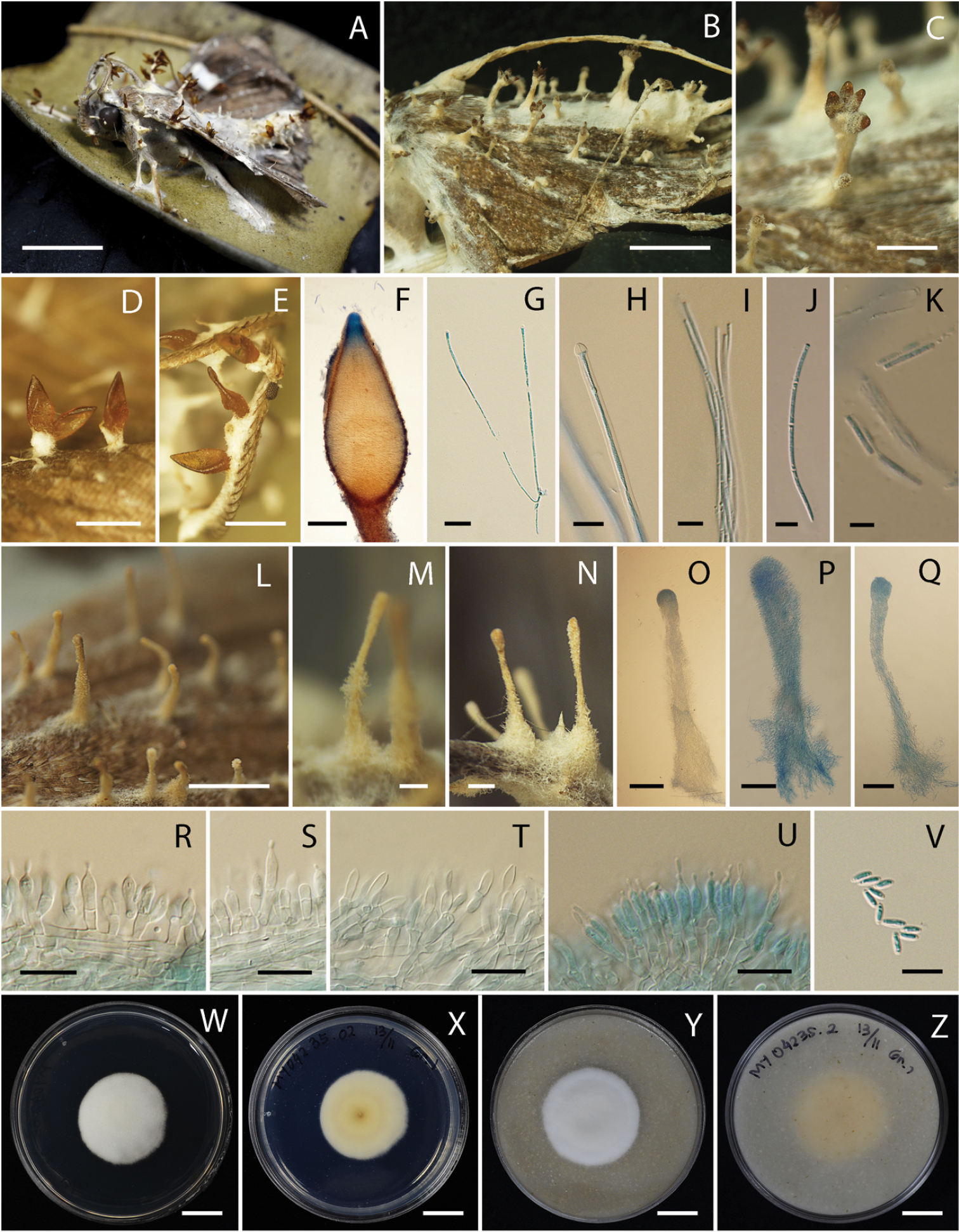
Akanthomyces noctuidarum.
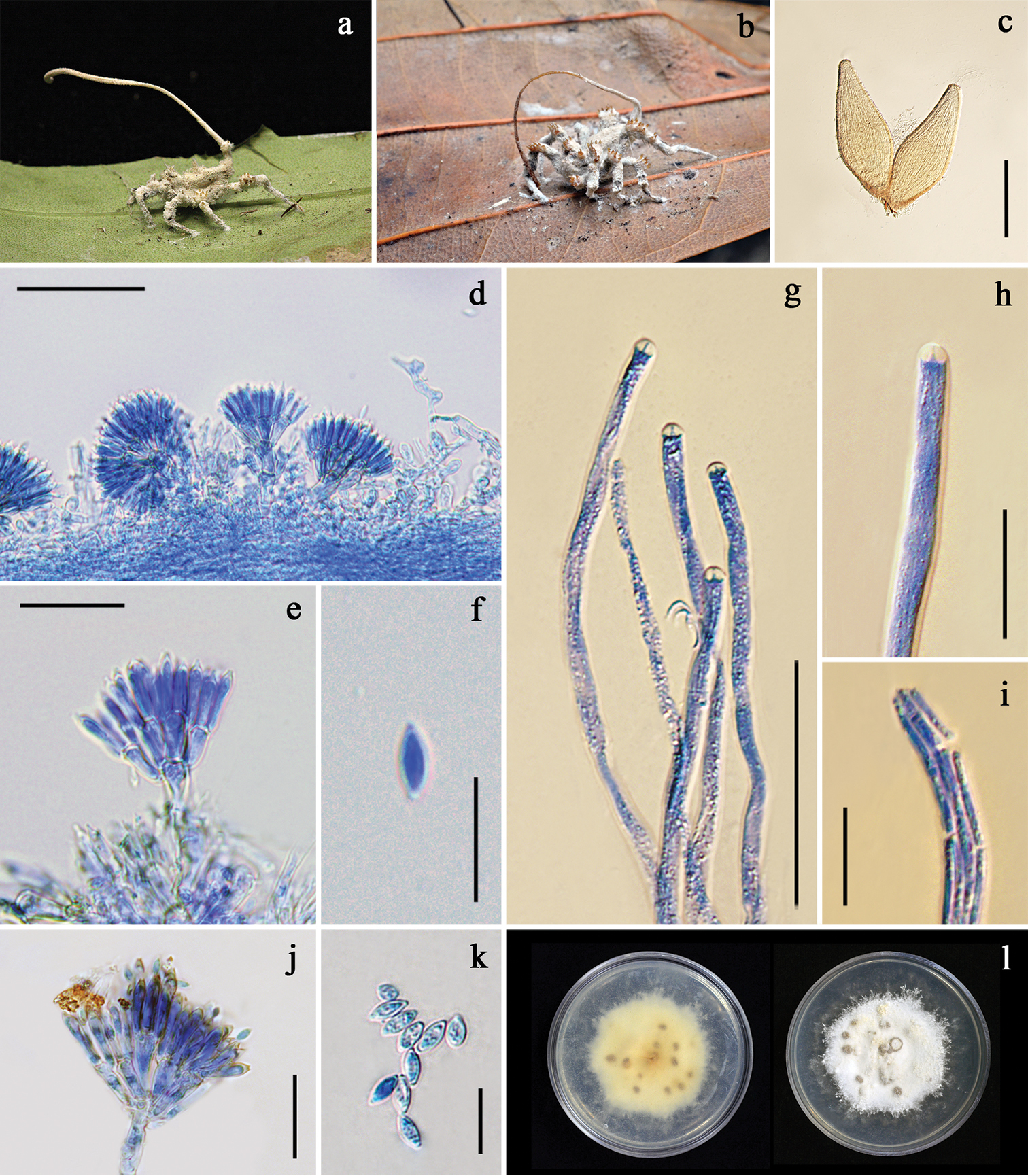
Gibellula scorpioides .